# Frank C. Whitmore
Frank Clifford Whitmore (1er octobre 1887 - 24 juin 1947), surnommé " Rocky ", est un éminent chimiste qui présente des preuves significatives de l'existence de mécanismes de carbocation en chimie organique.

## Biographie
Il est né en 1887 dans la ville de North Attleborough, Massachusetts. Il obtient à la fois son baccalauréat (1911) et son doctorat (1914) de l'Université Harvard, où son directeur de thèse est Charles Loring Jackson. Après avoir obtenu son diplôme de Harvard, il devient professeur et enseigne à l'Université du Minnesota, à la Université Northwestern et à l'Université d'État de Pennsylvanie.
À Penn State, Whitmore est doyen de l'École de chimie et de physique de 1929 à 1947, succédant à son ancien collègue de Harvard, Gerald Wendt. Il embauche plusieurs scientifiques éminents comme membres du corps professoral, dont Russell Marker et Merrell Fenske.

## Recherches et publications
Alors qu'il est à l'Université d'État de Pennsylvanie, Whitmore fait ses recherches sur les carbocations. Le domaine de la chimie organique a du mal à expliquer comment un composé avec un carbone à double liaison, un alcène, réagit avec un composé halogénure. Whitmore travaille sur les découvertes des autres et généralise le concept de molécules avec un atome de carbone chargé positivement, un carbocation, comme étape intermédiaire dans l'ajout d'un élément halogène.
Whitmore publie ensuite ses découvertes dans un article intitulé "La base commune des réarrangements intramoléculaires". Ils sont controversés à l'époque car de nombreux chimistes, notamment le chimiste bien connu Roger Adams, un critique de Whitmore, pensent qu'une molécule comme un carbocation ne serait jamais assez stable pour exister. Néanmoins, Whitmore publie ces découvertes qui sont aujourd'hui acceptées comme l'explication la plus logique des réactions en question.
En 1937, Whitmore publie Organic Chemistry, le premier manuel avancé de chimie organique à être écrit en anglais. Whitmore travaille sur une révision du livre depuis plusieurs années, bien que le travail ait été interrompu par la Seconde Guerre mondiale. La deuxième édition de Organic Chemistry est publiée à titre posthume en 1951.

## Société américaine de chimie
Whitmore est très actif au sein de l'American Chemical Society (ACS), occupant plusieurs postes différents au sein de l'organisation tout au long de sa vie. En 1938, il est président de l'ACS. Au cours de sa présidence, il visite 72 des 104 sections locales de l'ACS. En 1937, Whitmore remporte le prix William H. Nichols, décerné par la section new-yorkaise de l'ACS. En 1945, Whitmore reçoit la médaille Willard Gibbs (considérée comme la plus haute distinction chimique en Amérique) par la section de Chicago de l'ACS.

## Vie privée
Whitmore épouse Marion Gertrude Mason (diplômée du Radcliffe College avec un diplôme en chimie en 1912) en 1914. Les Whitmore ont quatre enfants : Frank Jr., Mason, Harry et Marion, Jr ("Marionette").
Whitmore est décédé en 1947 à l'âge de 59 ans des suites d'une maladie cardiaque.
Le laboratoire Whitmore de Penn State porte le nom de Whitmore.